# アントニオ猪木も燃えるパチスロ機
アントニオ猪木も燃えるパチスロ機（ - いのきじしんももえるぱちすろき）は2007年平和BROSが開発し、発売したアントニオ猪木をモデルとして作られたパチスロ機である。アントニオ猪木という名のパチスロ機、アントニオ猪木自身がパチスロ機の5号機版後継機である。

## 概要
前2作と同様「闘魂」をキーワードとして使用している。
ボーナスは闘魂BIG（351枚を超える払い出し+修行RT200G）、BIG（351枚を超える払い出し+修行RT100G）、闘魂REG（171枚を超える払い出し+闘魂挑戦）、REG（171枚を超える払い出し+闘魂挑戦）の4種類。純増はBIGで最高240枚、REGで最高120枚。ベル以外の全ての小役に重複の可能性があり、赤7・ベル・ベルの9枚役は闘魂系ボーナス100%確定（逆押しは無効）、またチェリーは約1/3で当選する。
「闘魂挑戦」は8G間のRT高確率状態を指している。この時に特殊リプレイ（リプ・リプ・ベル）に当選すると100GのRTに入る。闘魂REGならほぼ突入確定、REGの突入確率は約33%となっている。また、レバーオン時の猪木の声によって特殊リプレイの期待度が変化する。
RTは完走型であり、1G約0.6枚のコイン増が望める。突入契機の中心はBIG終了後と闘魂挑戦時であるが、通常時に特殊リプレイを引き当て、入る可能性もある。RT中では下記のように世界を回り、最終的に日本でマスクマン対決演出を行う。
- 闘尻特訓（パンダ師匠） -　中国にある滝が舞台。お尻で押し合い、川に落としたら勝ち。
- 闘音特訓（コウモリ師匠） - ヨーロッパの迷宮が舞台。声や音波をぶつけ合い、吹き飛ばしたら勝ち。猪木が拡声器を使えば勝利しやすい。
- 闘槌特訓（ワニ師匠） - 南米のジャングルが舞台。ハンマーを先に取り、相手を叩いた方が勝ち。一番強い。通常はピコハンだが、豪華なハンマーなら勝利しやすい。
- 闘魂注入（各師匠） - 猪木島が舞台。出会った師匠に闘魂注入できれば奥義習得。
- ラッキーステージ - 移行することは少ないが、無条件で一つ奥義を習得できる。

RT中は闘尻特訓から始まり、通常は勝利ごとに闘音特訓→闘槌特訓→闘魂注入と移行し、奥義は怒涛のナックル、アントニオドライバー、稲妻延髄斬り、???（S・アントニオドライバー）、???（ビッグバン卍固め）の順に覚えていく。これらの順番が崩れるとチャンスとなる。

## 演出

### 単独演出
カットイン演出
卍のカットイン→各演出へ発展する。ボーナス期待度は約25%。実写猪木→指に炎を纏わせた猪木が登場する激アツ演出。
等身猪木演出
特殊リプレイを揃えられれば100Gの修行RTへ突入する。ボーナスに当選していることもある。
道演出
RT中に闘魂BIGか闘魂REGに当選することが条件。第3ボタン停止後画面がフリーズし、「道」と出た後猪木が「道」の詩を朗読する。朗読中はBET不可。ボーナス（引き当てた役）確定のプレミア演出。RT中赤7・ベル・ベルの9枚役を引けば確定だが、それまでに別のボーナスフラグが成立していた場合、そちらが優先される。
訪問者演出
記者＞女＞男の順に熱い。主に小役ナビで、男の持ってきたリプレイ対応のチラシがベスト1（普段はベスト10）になっていればチャンス。ここから他の演出に発展することもある。
プレミア：ホワイトマスクマンが訪問してくる、チラシに「ボーナスプレゼント」、「俺の心はオープン24時間」
落下演出
庭に飛び降りる。約半分は落下途中で弾き飛ばされる（リプレイ対応）。着地後はサイン演出へ。
プレミア：落下中に卍カモメ群、落下中の音楽が「アントニオ猪木という名のパチスロ機」のBGM、赤7にぶつかる
　
サイン演出
男か女にサインする。主に小役ナビで、ベルが最も多い。その他「俺に続け」→闘魂レスキュー、闘魂ダイブなどの連続演出へ、「チャンス」→（1枚役や1枚役が出た次G）「猪木祭り」→いくぞー演出へなど。
プレミア：「あの男に連絡だ」「ボーナス確定」「打てばわかるさ」「ご唱和ください」「闘魂」「道（闘魂BIGor闘魂REG確定）」
講演演出
猪木が男か女を張る。その後は連続演出へ。
ホームレス演出
「リプレイもある」（リプレイ対応）「チャンスもある」（1枚役、1枚役が出た次G、リプレイ）「スイカもある」→（スイカ対応）「何でもできる」→連続演出へ。
記者会見演出
「ベルが一番」（ベル対応）「チャンスが一番」（1枚役、1枚役が出た次Gなど）「スイカよ！いたら出て来い」（スイカ対応）「元気が一番」（各演出へ）
プレミア：「平和が一番」、「ボーナスよ！いたら出て来い」、背景に「BONUS」
シャンデリア演出
シャンデリアの色で小役告知（青：リプレイ、黄：ベル、白：ハズレなど）。
プレミア：レインボーシャンデリア、シャンデリアの左に1･2･3ダァー！の文字
テレビ演出
砂嵐（ハズレ）や小役ナビが多い。画面に演出が映ると対応した演出へ。
プレミア：カラーバー、実写猪木、闘魂速報のキャスターにホワイトマスクマン
猪木像演出
画面下左右にある猪木像が何らかの動きをする。金色に変化すると期待度アップ。
- 詩を喋る。

左右の詩が正しい組み合わせならルーレット演出に発展する。
- 上下に動く

金の猪木像が光り、上下に動く。スイカ対応が多いが、他の告知系演出へ発展することもある。
- 揺れる

猪木像だとリプレイ、ベル、ハズレに対応。金の猪木像だと合体してルーレットへ。
- ルーレット

道（闘魂BIGor闘魂REG確定）、V（ボーナス確定）、×（ハズレ）のルーレットが現れる。ストップボタン停止毎に「元気ですかー」と言うことがあり、多いほど期待度があがる。×がなければ道・Vのいずれかが確定。
プレミア：ミニ猪木群登場、猪木像が×を食べる、「バカヤロー」といって再始動
扉演出
猪木像が下がり、リール下の扉が開く。スケートボード小僧（通常はリプレイ対応、たまに1枚役）がほとんど。その他スケボー小僧群、記者群、鹿、熊などが登場する事があり、これらは激アツで、ルーレット演出へ発展する。
プレミア：スケートボード小僧がジャンプする。
肖像画演出
3枚の肖像画が出る。ストップボタン停止毎に絵が割れ、最後に残った絵が対応役になる。発生率はかなり低い。3枚とも猪木なら熱い。
プレミア：実写猪木3枚、闘魂REG柄3枚、残ったタオルから闘魂REG柄

### 連続演出
いくぞ－演出
猪木シリーズでは恒例の激アツ演出。1G目に猪木が観客に「いくぞー」、2G目のBET毎に「1･2･3」と呼びかけ、3G目に「ダァー！」と叫べば確定。3G目に観客が応えなければ失敗。失敗しても復活で「もう一回！」とやり直すこともあるが、確定ではない。
プレミア：実写
闘魂ダーツ
レッドマスクマンが回すダーツ目掛けてダーツを飛ばす。通常はチャンス、V、ハズレが3分の1ずつ。Vが大きい、猪木の手が燃えている、飛ばす時「1･2･3・ダーツ！」と叫び、矢を3本同時に投げると期待度高。Vに刺されば確定。レッドマスクマンにダーツが刺さると巌流島演出へ。
プレミア：女の子が応援している、的が全部V
闘魂ダイブ
空から的に向かって飛び降りる。途中レッドマスクマンが妨害してくる。着地点が大きいとチャンス、「俺の運気はあげ覇超」と言えば熱い。Vに降りれば確定。リングに降りると巌流島演出へ。
プレミア：実写猪木カットイン、マスクマンの風船に「あ」「た」「り」、着地点が巨大
闘魂救助（レスキュー）
女の子に向かって突っ込んでくるクルーザーを防ぐ。クルーザーにバックドロップを決めれば確定。レッドマスクマンが降りてきたり、吹っ飛ばされてもリングに着地すれば巌流島演出へ。
プレミア：実写猪木カットイン、女の子の読んでいる本に「当」
巌流島演出
1G目にレッドマスクマンからの攻撃を受け、2G目にマスクマンに攻撃を仕掛ける。1G目に組み合ったり、マスクマンが怯えていればチャンス。最後の攻撃が延髄斬りなら熱い。マスクマンが倒れれば確定。復活（猪木の常識非常識）あり。
プレミア：チアガールが応援している
マスクマン対決演出
修行RT14G目から突入し、入場シーン5G、相手抽選1G、対決8Gと続き0G目まで継続する。
猪木入場時通常は2頭身だが、8頭身だと熱い。対決相手はホワイトマスクマン・レッドマスクマン・ブラックサイボーグのどれかが選ばれる。期待度はホワイト＞レッド＞ブラック。
猪木登場時の会場の様子、観客の歓声と猪木とのやりとり、互いの攻撃パターン（猪木の攻撃が多いほどチャンス）などで期待度が変化する。技を3つ以上覚えてレッドorホワイトと対戦、試合途中猪木の闘魂に火がつく、S・アントニオドライバー使用で期待度高。4・5個技を覚えていたり、ビッグバン卍固めを使えば激アツ。ただし覚えていても使わないパターンあり。
最後に3カウントを奪う、もしくはギブアップさせればボーナス確定（相手の体力を0にすれば途中でも確定）。ロープで逃れられたら終了（復活なし）。ここで勝ってBIGで連荘すると、BIG消化中の演出が変わる。

## スペック
| 設定 | 闘魂BIG確率 | BIG確率 | 闘魂REG確率 | REG確率  | 合成確率 | 機械割  |
| ---- | ----------- | ------- | ----------- | -------- | -------- | ------- |
| 1    | 1/5416.3    | 1/399.6 | 1/8192.0    | 1/1170.3 | 1/273.0  | 95.60%  |
| 2    | 〃          | 1/390.1 | 〃          | 1/923.0  | 1/253.0  | 97.85%  |
| 3    | 〃          | 1/381.0 | 〃          | 1/771.0  | 1/236.6  | 101.88% |
| 4    | 〃          | 1/368.2 | 〃          | 1/704.7  | 1/225.2  | 103.77% |
| 5    | 〃          | 1/352.3 | 〃          | 1/648.9  | 1/213.5  | 105.93% |
| 6    | 〃          | 1/341.3 | 〃          | 1/612.5  | 1/205.4  | 107.61% |